# Brglez
Brglez (znanstveno ime Sitta europaea) je ptica pevka iz družine brglezov.
Prisoten je po vsej Evropi, razen na skrajnem severu. Znan je po sunkovitih gibih in izvrstnih plezalnih sposobnostih, med drugim lahko pleza tudi z glavo navzdol.

## Telesne značilnosti
Evroazijski brglez je dolg 13,5–15 cm z razponom kril od 16–18 cm in okvirno tehta 20–24 g. Takoj ga lahko prepoznamo po spotegnjeni obliki zaradi dolge glave in kljuna. Zgoraj je modrosiv, spodaj oranžno drap in izrazito črno očesno progo. Rep je kratek in raven, krila sive barve pa so zaobljene. Samec, samica in mladiči so med seboj zelo podobni.
Po telesnih značilnostih je podoben skalnemu brglezu.

## Gnezdenje
Gnezdijo v naravnih drevesnih duplinah, tudi v starih duplih detlov. Vhod vanje obzidajo z blatom, velikost luknje na začetku pa je ravno tolikšna, da lahko gre večkrat notri in ven, ko je blato še vlažno, in jo s tem tudi oblikuje do premera 32 mm. Najverjetnejši razlog za to je preprečevanje prevzema gnezda večjih ptic, kot so škorci. Gnezdo je rahel kup koščkov lesa in drevesnega lubja. Ima eno ali dve legli s 6-9 belimi jajci z rdečimi pegami, v času od meseca aprila do maja. Mladiči so gnezdomci in valjenci, vzletijo pa po 23-25 dneh.

## Življenjski prostor in navade
Živi v glavnem po vsej Evropi, Turčiji, na Kavkazu in večjem delu azijskega dela Rusije, odsotni so le na severu Skandinavije in na Irskem. Je prebivalec listnatih in mešanih gozdov, živih mej, vrtov, sadovnjakov ter parkov. Evropsko populacijo ocenjujejo na 6–8 milijonov gnezditvenih parov, od tega jih je 130.000 v Veliki Britaniji, večinoma v Angliji in Walesu.
Je izredno spreten plezalec, ki edini od slovenskih ptic lahko pleza v vse smeri, tudi z glavo navzdol.
Zimo preživijo v parih v svojih teritorijih. Pogosto se združujejo v jate skupaj z velikimi sinicami in dolgoprstimi plezalčki. V povprečnem spomladanskem dnevu svoj čas večinoma porabi za iskanje hrane, počitek in petje. Oglaša se prek vsega leta, pri čemer je petje, podobno cikovtu, ponavljajoči chit-chit-chit-chit ali vivivi, klici so pa žvižgajoči tui-tui-tui. Dejaven je samo podnevi.

### Prehrana
Pri iskanju hrane evroazijski brglez pretakne vse špranje, v katerih išče pajke in žuželke. Od jeseni naprej zbira lešnike, želode in žir. Zagozdi jih v primerno luknjo in jih nato odpira z močnim kljunom, pri čemer lahko glasno kljuvanje zamenjamo z detlovim. Nekaj hrane spravi v primerne špranje za poznejše čase, najpogosteje za lubjem okoliških dreves. So tudi pogosti obiskovalci krmišč, kjer jedo orehova jedrca ali surove neslane arašide, sončnična semena in ptičje pogače. Priljubljena hrana je tudi mast, namazana na drevesno deblo.

## Taksonomija
Evrazijskeega brgleza ke prvi znanstveno opisal Carl Linnaeus v svojem delu Systema Naturae v 10. izdaji iz leta 1758, z današnjim veljavnim znanstvenim imenom. Sitta izhaja iz starogrškega imena za to ptico, σίττη, sittē, medtem ko europaea v latinščini pomeni "evropski".
Fosili brglezov so redki, v Evropi pa omejeni na izumrlo vrsto Sitta senogalliensis iz spodnjega miocena v Italiji ter nekoliko mlajše najdbe iz Francije; zdi se, da je ta družina ptičev nastala razmeroma pozno.

### Podvrste
Obstaja več kot 20 podvrst, Toda natančno število je sporno. Te taksone lahko razdelimo v tri glavne skupine; ki so bile morda med seboj geografsko ločene vse do razmeroma nedavnega. Tam, kjer se območja razširjenosti različnih skupin prekrivajo, se pojavljajo ptice z vmesnimi značilnostmi.
| Podvrste         | Podvrste                    | Podvrste                                                       | Podvrste |
| Skupina podvrst  | Videz                       | Območje razširjenosti                                          | Podvrste |
| ---------------- | --------------------------- | -------------------------------------------------------------- | --- |
| Skupina caesia   | Oprsje rjavkasto, grlo belo | Večina Evrope, Severna Afrika, Bližnji vzhod                   | S. e. caesia, S. e. hispaniensis, S. e. cisalpina, S. e. levantina, S. e. persica, S. e. rubiginosa, S. e. caucasica |
| Skupina europaea | Oprsje belo                 | Skandinavija in Rusija vzhodno do Japonske in severne Kitajske | S. e. europaea, S. e. asiatica, S. e. arctica, S. e. baicalensis, S. e. albifrons, S. e. sakhalinensis, S. e. takatsukasai, S. e. clara, S. e. amurensis, S. e. hondoensis, S. e. roseilia, S. e. bedfordi, S. e. seorsa |
| Skupina sinensis | Oprsje in grlo rjavkasta    | Južna in vzhodna Kitajska, Tajvan                              | S. e. sinensis, S. e. formosana |

Veliki, beloprsi S. e. arctica iz severovzhodne Sibirije je po videzu in genetsko izrazito drugačen ter bi lahko predstavljal ločeno skupino podvrst ali celo samostojno vrsto.
- Sitta europaea asiatica, z belo obrvjo in čelom. Rjavo-rdečkasto trtico ima le rahlo izraženo.
- Sitta europaea europaea, bel trebuh, kot ga najdemo v Skandinaviji in zahodni Rusiji.
- Sitta europaea caesia, prisoten na celinski Evropi.
- Sitta europaea sinensis, podvrsta z močno obarvanim spodnjim delom telesa.